# حظیرةالقدس

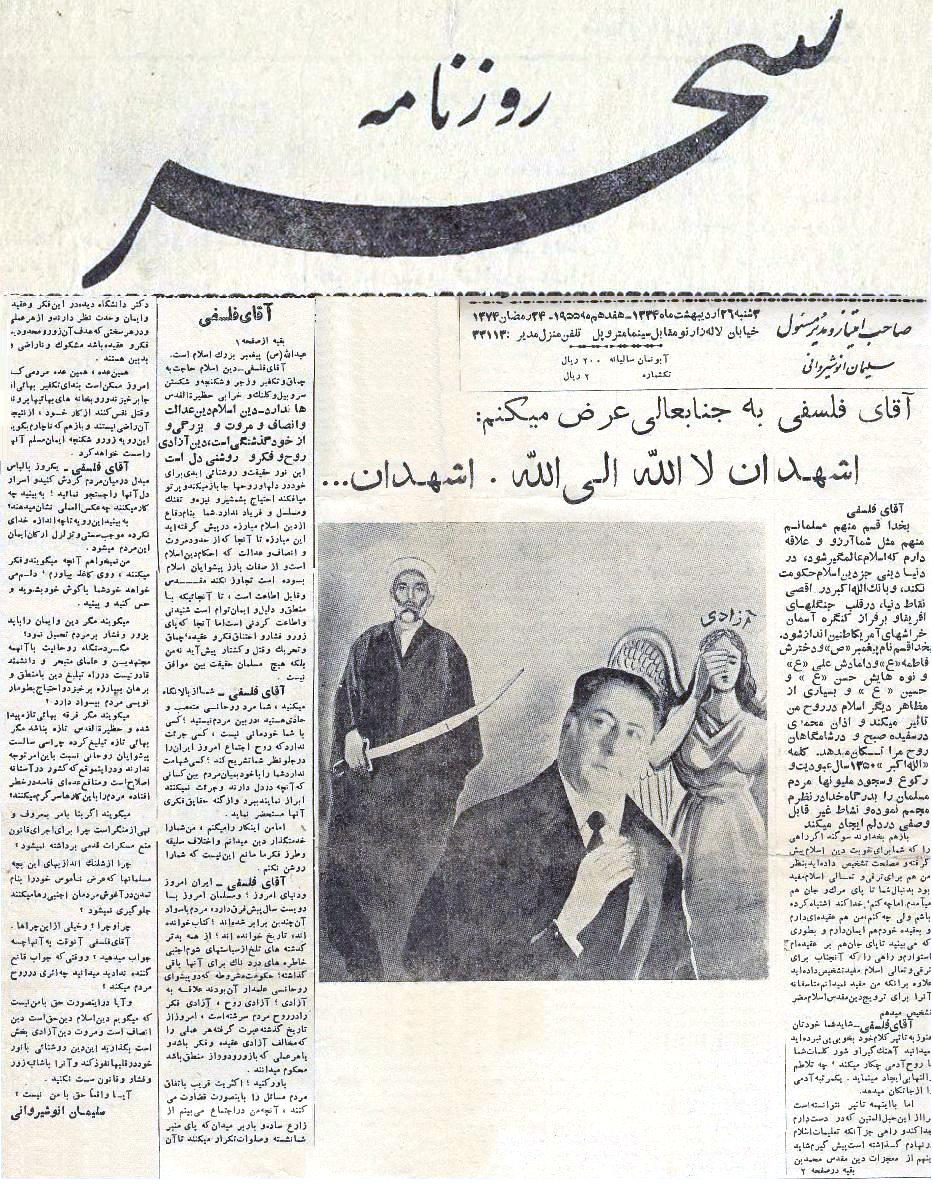
انتقاد سلیمان انوشیروانی صاحب امتیاز و مدیر مسئول روزنامه سحر از فلسفی. سه شنبه ۲۶ اردیبهشت ماه ۱۳۳۴

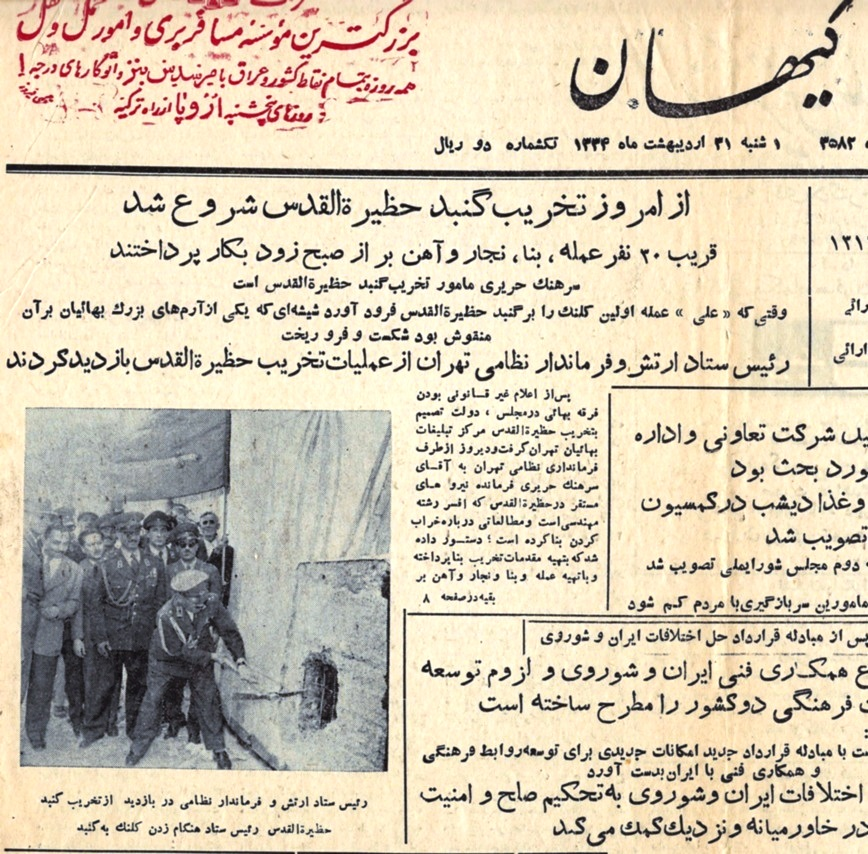
گزارش روزنامه کیهان از تخریب حظیرةالقدس

حظیرةالقدس، ساختمان سابق مرکز اداری بهائیان در تهران بود. این ساختمان در سال ۱۳۰۵ ساخته شد و در اردیبهشت ۱۳۳۴، مصادف با ماه رمضان، با حمایت محمدتقی فلسفی و با تأیید محمدرضا شاه پهلوی، گنبد آن به دست ارتش شاهنشاهی ایران، با نظارت سپهبد نادر باتمانقلیچ تخریب شد. پس از پیروزی انقلاب؛ این ساختمان توسط حوزه هنری سازمان تبلیغات اسلامی مصادره شد و اکنون به عنوان تالار سوره حوزه هنری استفاده میشود. 

## تاریخچه
پس از کودتای ۲۸ مرداد ۱۳۳۲، شاه خود را مدیون روحانیون از جمله ابوالقاسم کاشانی و محمد بهبهانی می‌دید که او را در دوران کودتا حمایت کرده بودند و به این دلیل دست روحانیون را در آزار و اذیت بهائیان باز گذاشت. فلسفی معتقد بود به دلیل اینکه گنبد این ساختمان شبیه مساجد مسلمانان است؛ باید تخریب شود. یکی از منابع نقل می‌کند که شاه برای قدردانی از کاشانی، سپهبد باتمانقلیچ را نزد او فرستاد تا از تقاضاهای او با خبر شود. کاشانی خواستار تخریب مرکز بهائیان در تهران (حظیرةالقدس) شد. بروجردی نیز که در جریان کودتا طرف شاه را گرفته بود تقاضای سرکوب بهائیان را از شاه نمود و شاه اجازه پخش سخنرانی‌های بهائی ستیزانه فلسفی یکی از پیروان بروجردی را داد.
در نیمهٔ اول اردیبهشت ماه سال ۱۳۳۴ شمسی مطابق با ماه رمضان، سخنرانی‌های محمد تقی فلسفی که از تلویزیون و رادیو پخش می‌شد، باعث تحریک و تهییج مردم علیه بهائیان شد. همان زمان، ارتش، حظیرةالقدس تهران را تصرف کرده و بعد از چند روز گنبد این بنا توسط روحانیون و ارتش خراب شد.
هم‌اکنون به‌جای آن، حوزه هنری سازمان تبلیغات اسلامی بنا شده‌است.

## نگارخانه

ویران سازی حظیرةالقدس تهران به دستور ارتش در زمان محمدرضا پهلوی
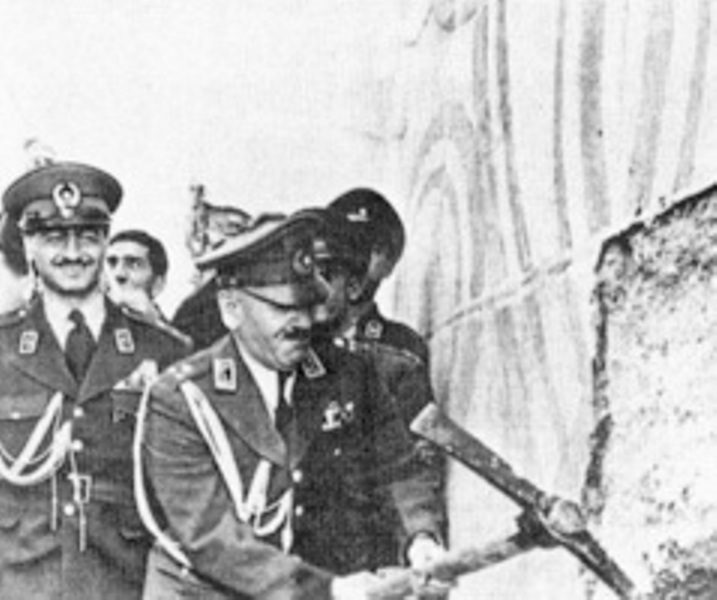
سپهبد نادر باتمانقلیچ، ژنرال ارتش شاهنشاهی ایران در حال تخریب حظیرةالقدس به سال ۱۹۵۵
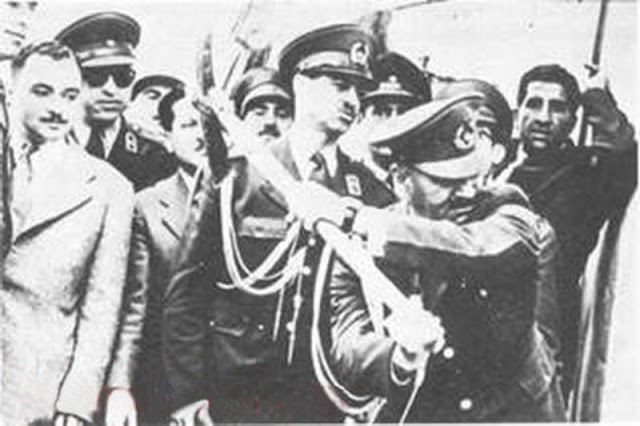
سپهبد نادر باتمانقلیچ، در حال تخریب حظیرةالقدس، با چراغ سبز محمدرضاشاه پهلوی
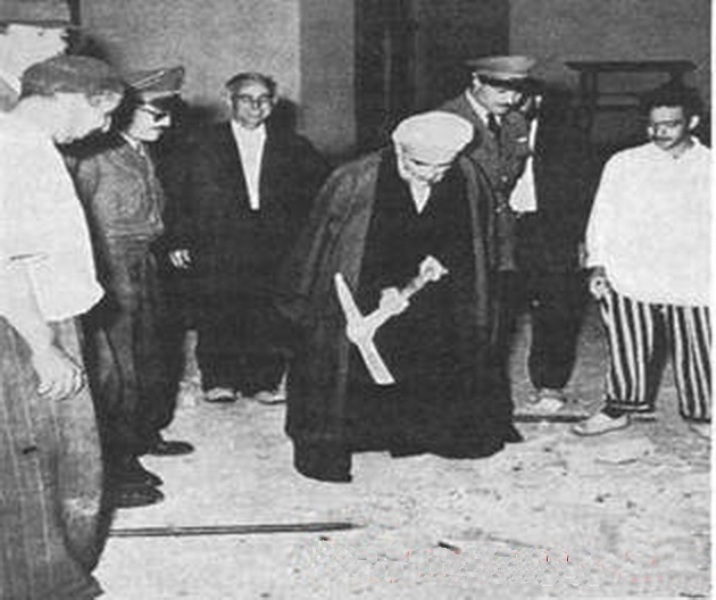
محمدتقی فلسفی، در حال تخریب حظیرةالقدس
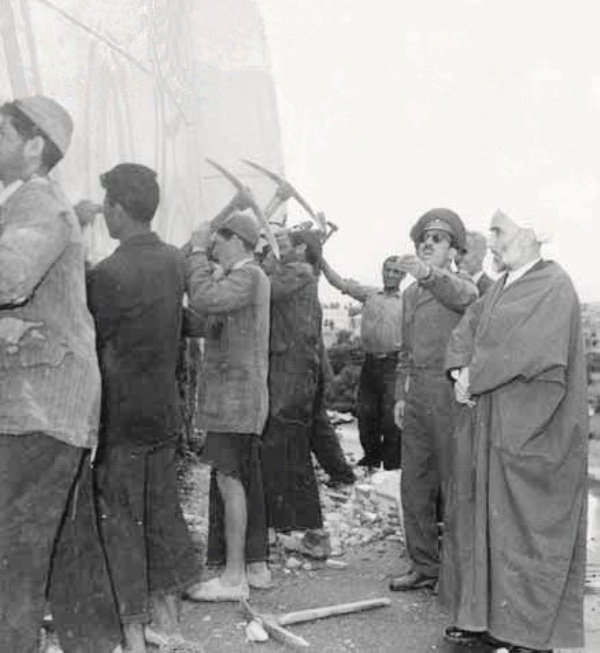
محمدتقی فلسفی در حال تماشای تخریب حظیرةالقدس
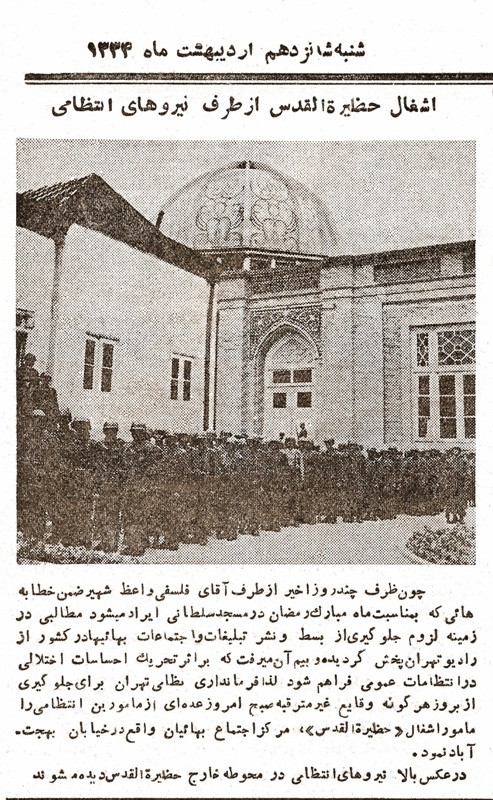
قسمتی از روزنامه، در مورد تسخیر و اشغال حظیرةالقدس توسط ارتش شاهنشاهی ایران